# 보더만집박쥐
보더만집박쥐(Hypsugo vordermanni)는 애기박쥐과에 속하는 박쥐의 일종이다. 브루나이와 인도네시아 그리고 말레이시아에서 발견된다.

## 분포 및 서식지, 생태
방기섬과 블리퉁섬에서 발견된다. 보르네오섬에서는 탄중 푸팅 국립공원과 숭가이 사라왁 키리, 브루나이에서 보고되고 있다. 해수면과 해발 고도 100m 사이의 보르네오 섬 해안가를 따라서 발견된다. 해안가 홍수림에서만 서식하는 것으로 추정하고 있다.

## 보전 상태
국제 자연 보전 연맹(IUCN)은 보더만집박쥐가 일부 기록 및 모식산지만이 알려져 있기 때문에 "정보부족종"(Data Deficient)으로 분류하고 있으며, 서식 환경과 개체수 상태, 멸종 위협 요인과 생태에 대해서는 알려져 있지 않다. 만일 홍수림에만 제한적으로 분포하는 것이 맞다면, 망그로브 수확과 연안 개발이 보더만집박쥐에 대한 주요한 위협이 될 수 있다.